# Euphorbia semivillosa
Euphorbia semivillosa là một loài thực vật có hoa trong họ Đại kích. Loài này được (Prokh.) Krylov mô tả khoa học đầu tiên năm 1935 publ. 1934.